# Kronobiologi
Kronobiologi (kommer af græsk χρόνος, chrónos, ”tid”, og "biologi") er et delområde inden for biologi, som omfatter organismers evne at måle og reagere på tidens gang. Det som hovedsageligt studeres, er biologiske rytmer, cykliske fænomener eller døgnrytmer i levende  organismer og deres tilpasning til solens og månens gang.
Kronobiologiske studier inkluderer – men er ikke begrænsede til – anatomi, fysiologi, genetik, molekylærbiologi og organismers adfærd relateret til biologiske rytmer. Andre aspekter omfatter reproduktion, økologi og evolution.
Kronobiologerne Jeffrey C. Hall, Michael Rosbash og Michael W. Young er i 2017 blevet tildelt Nobelprisen i Fysiologi eller Medicin for deres opdagelser af molekylære mekanismer, der kontrollerer det biologiske ur.

## Eksterne links og referencer
1. ↑  The 2017 Nobel Prize in Physiology or Medicine
2. ↑  Nobelprisen i Medicin 2017 går til tre døgnrytmeforskere. Videnskab.dk